# 다카기 다카시
다카기 다카시(일본어: 高木 喬, 1940년 6월 17일 ~ 2012년 11월 25일)는 일본의 전 프로 야구 선수이다. 오사카부 사카이시 출신이며 현역 시절 포지션은 내야수였다.

## 인물
오사카 부립 미쿠니가오카 고등학교를 졸업하고 호세이 대학에 진학, 도쿄 6대학 야구 리그에서는 재학 중 팀의 3회 우승을 이끌었다. 1960년과 1962년의 전일본 대학 야구 선수권 대회에서도 우승을 경험했다. 1년 후배인 야마자키 다케아키, 류 다카유키 등 두 명의 좌완 투수를 거느리고 1962년 제1회 미일 대학 선수권에도 출전하여 미시간 대학교와 맞대결을 벌였다. 같은 해 춘계 리그에서 베스트 나인(1루수 부문)에 선정됐다.
대학 졸업 후 1963년 긴테쓰 버펄로스에 입단하면서 대형 선수에 비해 장타력은 없었지만 확실한 타격을 앞세워 팀의 중심 타자로 활약했다. 1965년에는 리그 3위에 해당되는 타율 0.304를 기록하여 베스트 나인(1루수 부문)에 선정됐다. 같은 해 올스타전 팬 투표 부문에서 처음으로 선출돼 1차전에서는 센트럴 리그 올스타팀의 선발 미야타 유키노리부터 홈런을 날렸다.
1968년에 기쿠카와 쇼지로와 함께 세이 도시히코, 토니 로이와의 2대 2 맞트레이드로 니시테쓰 라이온스에 이적했다. 1969년과 1970년에는 1루수로서 히로노 이사오와 병용됐지만 이듬해 1971년부터는 주전으로 복귀했고 1973년에 현역에서 은퇴했다.
은퇴 후에는 오사카 공업대학에 입학하여 1급 건축사 자격증을 취득하고 건축설계사무소를 운영했다. 2012년 11월 25일에 향년 72세의 나이로 사망했다.

## 상세 정보

### 출신 학교
- 오사카 부립 미쿠니가오카 고등학교
- 호세이 대학

### 선수 경력
- 긴테쓰 버펄로스(1963년 ~ 1967년)
- 니시테쓰 라이온스·다이헤이요 클럽 라이온스(1968년 ~ 1973년)

### 수상·타이틀 경력
- 베스트 나인 : 1회(1965년) ※1루수 부문

### 개인 기록
- 통산 1000경기 출장 : 1972년 9월 2일 ※역대 162번째
- 올스타전 출장 : 2회(1965년, 1967년)

### 등번호
- 5(1963년 ~ 1973년)

### 연도별 타격 성적
| 연 도       | 소 속               | 경 기 | 타 석 | 타 수 | 득 점 | 안 타 | 2 루 타 | 3 루 타 | 홈 런 | 루 타 | 타 점 | 도 루 | 도 루 자 | 희 생 번 | 희 생 플 | 볼 넷 | 고 4 | 사 구 | 삼 진 | 병 살 타 | 타 율 | 출 루 율 | 장 타 율 | O P S |
| ----------- | ------------------- | ----- | ----- | ----- | ----- | ----- | ------- | ------- | ----- | ----- | ----- | ----- | -------- | -------- | -------- | ----- | ---- | ----- | ----- | -------- | ----- | -------- | -------- | ----- |
| 1963년      | 긴테쓰              | 39    | 69    | 65    | 4     | 14    | 4       | 1       | 0     | 20    | 6     | 0     | 0        | 1        | 0        | 3     | 0    | 0     | 8     | 2        | .215  | .250     | .308     | .558  |
| 1964년      | 긴테쓰              | 109   | 250   | 218   | 20    | 56    | 9       | 2       | 2     | 75    | 18    | 0     | 1        | 1        | 5        | 24    | 2    | 2     | 18    | 3        | .257  | .336     | .344     | .680  |
| 1965년      | 긴테쓰              | 118   | 466   | 414   | 35    | 126   | 22      | 1       | 9     | 177   | 53    | 2     | 4        | 1        | 3        | 46    | 4    | 2     | 27    | 9        | .304  | .377     | .428     | .804  |
| 1966년      | 긴테쓰              | 129   | 437   | 391   | 28    | 101   | 16      | 1       | 10    | 149   | 38    | 4     | 3        | 2        | 3        | 39    | 1    | 2     | 38    | 7        | .258  | .329     | .381     | .710  |
| 1967년      | 긴테쓰              | 127   | 494   | 436   | 49    | 127   | 11      | 2       | 6     | 160   | 31    | 5     | 4        | 0        | 1        | 54    | 4    | 3     | 30    | 10       | .291  | .373     | .367     | .740  |
| 1968년      | 니시테쓰 다이헤이요 | 110   | 391   | 335   | 28    | 82    | 12      | 0       | 5     | 109   | 38    | 2     | 1        | 4        | 2        | 48    | 4    | 2     | 34    | 5        | .245  | .343     | .325     | .668  |
| 1969년      | 니시테쓰 다이헤이요 | 99    | 234   | 208   | 17    | 47    | 6       | 1       | 3     | 64    | 19    | 0     | 0        | 0        | 2        | 23    | 0    | 1     | 29    | 5        | .226  | .306     | .308     | .614  |
| 1970년      | 니시테쓰 다이헤이요 | 91    | 165   | 144   | 11    | 34    | 6       | 0       | 2     | 46    | 8     | 1     | 0        | 1        | 0        | 18    | 3    | 2     | 17    | 2        | .236  | .329     | .319     | .649  |
| 1971년      | 니시테쓰 다이헤이요 | 109   | 324   | 293   | 28    | 82    | 15      | 0       | 1     | 100   | 25    | 1     | 0        | 2        | 2        | 27    | 5    | 0     | 27    | 5        | .280  | .341     | .341     | .682  |
| 1972년      | 니시테쓰 다이헤이요 | 93    | 240   | 215   | 14    | 61    | 6       | 0       | 3     | 76    | 30    | 0     | 2        | 0        | 4        | 21    | 2    | 0     | 9     | 5        | .284  | .347     | .353     | .701  |
| 1973년      | 니시테쓰 다이헤이요 | 50    | 58    | 48    | 1     | 6     | 0       | 0       | 0     | 6     | 5     | 0     | 0        | 1        | 4        | 5     | 1    | 0     | 6     | 5        | .125  | .208     | .125     | .333  |
| 통산 : 11년 | 통산 : 11년         | 1074  | 3128  | 2767  | 235   | 736   | 107     | 8       | 41    | 982   | 271   | 15    | 15       | 13       | 26       | 308   | 26   | 14    | 243   | 58       | .266  | .343     | .355     | .697  |

- 니시테쓰(니시테쓰 라이온스)는 1973년에 다이헤이요(다이헤이요 클럽 라이온스)로 구단명을 변경